# Michlers Keton
Michlers Keton ist ein im reinen Zustand fast weißer, in technischer Qualität meist blau-grauer Feststoff. Es ist nach seinem Entdecker, dem deutschen Chemiker Wilhelm Michler (1846–1889) benannt.

## Gewinnung und Darstellung
4,4′-Bis(dimethylamino)benzophenon lässt sich technisch durch Umsetzung von N,N-Dimethylanilin mit Phosgen unter Lewis-Katalyse von z. B. ZnCl2 herstellen.

## Verwendung
Die Verbindung dient in der chemischen Industrie in erster Linie als Ausgangsstoff für die Synthese von Farbstoffen wie z. B. Kristallviolett.

## Sicherheitshinweise
Michlers Keton gilt als krebserzeugend.